# Atletica leggera ai Giochi della XXVII Olimpiade - 100 metri piani maschili

Video della Finale

I 100 metri piani hanno fatto parte del programma di atletica leggera maschile ai Giochi della XXVII Olimpiade. La competizione si è svolta nei giorni 22-23 settembre 2000 allo Stadio Olimpico di Sydney.

## Presenze ed assenze dei campioni in carica
| Competizione         | Atleta              | Prestazione | Sydney 2000  |
| -------------------- | ------------------- | ----------- | ------------ |
| Olimpiadi 1996       | Donovan Bailey      | 9”84        | Presente     |
| Commonwealth 1998    | Ato Boldon          | 9”88        | Presente     |
| Goodwill Games 1998  | Maurice Greene      | 9”96        | Presente     |
| Europei 1998         | Darren Campbell     | 10”04       | Presente     |
| Coppa del mondo 1998 | Obadele Thompson    | 9”87        | Presente     |
| Asiatici 1998        | Koji Ito            | 10”05       | Presente     |
| Panamericani 1999    | Bernard Williams    | 10”08       | 7° ai Trials |
| Africani 1999        | Leonard Myles-Mills | 9”99        | Presente     |
| Mondiali 1999        | Maurice Greene      | 9"80        | Presente     |
|                      |                     |             |              |
| Mondiali junior 1996 | Francis Obikwelu    | 10”21       | Solo 200 m   |

1. ↑  Sotto la bandiera di Barbados.
2. ↑  Il 16 luglio dello stesso anno ha stabilito il nuovo record del mondo con 9"79.

## La gara
Donovan Bailey arriva ai Giochi reduce da un infortunio. Passa il primo turno, ma ai Quarti arriva ultimo e viene eliminato.

La prima semifinale è vinta dal britannico Dwain Chambers in 10"14 sul caraibico Thompson (10"15); nella seconda Maurice Greene (10"06) regola il connazionale Jon Drummond (10"10) e Ato Boldon (10"13). Bruny Surin finisce la gara di passo per un infortunio al tendine.

In finale, il più lesto a partire è Boldon con 0"136, che fa meglio di Drummond (0"147). Greene si alza dai blocchi solo in 0"197 secondi. Ma la sua potenza è nettamente superiore e vince di oltre un decimo su Boldon.
Il tempo di Greene è il più veloce di sempre alle Olimpiadi dopo il record del mondo di Bailey ad Atlanta 1996.

Il bronzo di Thompson è la prima medaglia olimpica di sempre dell'isola di Barbados.

## Risultati

### Turni eliminatori
| 11 Batterie        | 22 settembre | 99 partenti       | Si qualificano i primi 3 + i 7 migliori tempi. |
| 5 Quarti di finale | 22 settembre | 8 + 8 + 8 + 8 + 8 | Si qualificano i primi 3 + il miglior tempo.   |
| 2 Semifinali       | 23 settembre | 8 + 8             | Si qualificano i primi 4.                      |
| Finale             | 23 settembre | 8 concorrenti     |                                                |

### Finale
| Primatista mondiale  | 9"79 | Maurice Greene | Presente |
| Capolista stagionale | 9"86 | Maurice Greene | Presente |

1. ↑  Record stabilito nel 1999.

Stadio Olimpico, sabato 23 settembre, ore 20:20.
| Posizione | Atleta           | Nazionalità         | Tempo |
| --------- | ---------------- | ------------------- | ----- |
|           | Maurice Greene   | Stati Uniti         | 9"87  |
|           | Ato Boldon       | Trinidad e Tobago   | 9"99  |
|           | Obadele Thompson | Barbados            | 10"04 |
| 4         | Dwain Chambers   | Regno Unito         | 10"08 |
| 5         | Jon Drummond     | Stati Uniti         | 10"09 |
| 6         | Darren Campbell  | Regno Unito         | 10"13 |
| 7         | Kim Collins      | Saint Kitts e Nevis | 10"17 |
| Ritirato  | Aziz Zakari      | Ghana               |       |